# Hrastje, Kranj
Hrastje je naselje v Občini Kranj z okoli 1.000 prebivalci, satelitsko naselje na levem bregu Save pod Kranjem in sedež istoimenske krajevne skupnosti.